# Europejska Nagroda Muzyczna MTV dla najlepszego alternatywnego wykonawcy
Europejska Nagroda Muzyczna MTV dla najlepszego alternatywnego wykonawcy – nagroda przyznawana przez redakcję MTV Europe podczas corocznego rozdania MTV Europe Music Awards. Nagrodę dla najlepszego wykonawcy muzyki alternatywnej po raz pierwszy przyznano w 1997 r. O zwycięstwie decydują widzowie za pomocą głosowania internetowego i telefonicznego (smsowego).

## Nominowani artyści i zwycięzcy

### 1997
- The Prodigy
  - Beck
  - Blur
  - Radiohead
  - The Verve

### 2004
- Muse
  - Björk
  - Franz Ferdinand
  - The Hives
  - The Prodigy

### 2005
- System of a Down
  - Beck
  - Bloc Party
  - Goldfrapp
  - The White Stripes

### 2006
- Muse
  - Arctic Monkeys
  - Korn
  - The Raconteurs
  - System of a Down

### 2009
- Placebo
  - Muse
  - Paramore
  - The Killers
  - The Prodigy

### 2010
- Paramore
  - Arcade Fire
  - Gorillaz
  - Gossip
  - Vampire Weekend

### 2011
- 30 Seconds to Mars
  - Arctic Monkeys
  - Arcade Fire
  - The Strokes
  - My Chemical Romance

### 2012
- Lana Del Rey
  - Arctic Monkeys
  - The Black Keys
  - Florence and the Machine
  - Jack White

### 2013
- 30 Seconds to Mars
  - Arctic Monkeys
  - Fall Out Boy
  - Franz Ferdinand
  - Paramore

### 2014
- 30 Seconds to Mars
  - Fall Out Boy
  - Lana Del Rey
  - Lorde
  - Paramore

### 2015
- Lana Del Rey
  - Lorde
  - Florence and the Machine
  - Fall Out Boy
  - Twenty One Pilots

### 2016
- Twenty One Pilots
  - Kings of Leon
  - Radiohead
  - Tame Impala
  - The 1975

### 2017
- 30 Seconds to Mars
  - Imagine Dragons
  - Lana Del Rey
  - Lorde
  - The xx

### 2018
- Panic! at the Disco
  - Fall Out Boy
  - The 1975
  - Thirty Seconds to Mars
  - Twenty One Pilots

### 2019
- FKA Twigs
  - Lana Del Rey
  - Solange
  - Twenty One Pilots
  - Vampire Weekend